# عبد الهادي حلحول
عبد الهادي حلحول لاعب مغربي من مواليد 12 مايو 1990 يلعب في الهجوم يلعب حالياً في نادي مولودية وجدة .

## مسيرته الإحترافية
كان ضمن تشكيلة المغرب الفاسي مند 2010 حتى عام 2014 و ساهم في حصول النادي على ثلاثية في 2011 - 2012 ,كاس السوبر الأفريقي وكاس الكنفدرالية بالإضافة لكاس العرش و انتقل عام 2014 إلى نادي نهضة بركان و عاد إلى المغرب الفاسي عام 2017 و وقع مع نادي الخريطيات عام 2018 و لم يستمر معهم كثيراً وانتقل إلى نادي مولودية وجدة .

## روابط خارجية
- عبد الهادي حلحول على موقع قاعدة بيانات كرة القدم.إي يو (الإنجليزية)